# Ladislav Kokoška
Ladislav Kokoška (* 30. května 1971 Libotenice) je český etnobotanik a etnofarmakolog.

## Akademické působení
- FTZ ČZU v Praze
- Laboratoř etnobotaniky a etnofarmakologie[1]

## Publikační činnost
Autor nebo spoluautor 1 patentu, 1 monografie, 2 kapitol v monografiích, více než 100 původních vědeckých článků a 200 příspěvků na mezinárodních konferencích, 16 odborně-popularizačních publikací (2 knih a 14 článků) a 1 dokumentárního filmu.

## Členství v odborných společnostech a redakčních radách
Člen redakční rady časopisů Journal of Advanced Research, Frontiers in Pharmacology a Molecules.

## Mediální vystoupení
- Nová antibiotika doputují zkratkou rovnou do plic, odhaluje profesor Kokoška[3]
- Ladislav Kokoška - Show Jana Krause 21. 4. 2021[4]
- Léčiva se inspirují rostlinami, západní medicína je s tou „alternativní“ propojená, říká etnobotanik[5]
- Etnobotanika a lidská výživa: Případová studie ze Samoy[6]